# Diego de Rosales
Diego de Rosales (Madrid, 1601-Santiago de Chile, 1677) fue un misionero, historiador, catedrático y sacerdote jesuita español, autor de la Historia general del Reyno de Chile (1674). Por fines estratégicos, fue un férreo abolicionista de la esclavitud mapuche, temática sobre la cual redactó su Manifiesto apologético sobre los daños de la esclavitud en el Reino de Chile (1670).

## Biografía
Diego de Rosales nació en la villa de Madrid a comienzos del siglo XVII, se presume que debió ser en el año 1605. Dada las condiciones de la época para ingresar a la Compañía de Jesús, también se presume que Rosales pertenecía a una familia de clase acomodada. Realizó sus estudios en su ciudad natal, lugar donde también ingresó en la Compañía de Jesús, hay constancia que regentaba cátedras de letras en Madrid por aquellos años.
Entre 1625 y 1626 llega a las Indias, específicamente a la ciudad de Lima sin ser todavía sacerdote. Estando en Lima se ordena como sacerdote. En ese entonces Lima era la capital de la provincia jesuítica, Chile era entonces una viceprovincia, la cual se encontraba en plena Guerra de Arauco, lo que la hacía atractiva para religiosos de la orden dado sus peligros, pobreza y sacrificios que debían enfrentar.
Llegó a Chile el entre los años 1628 y 1629, sin haber pronunciado todavía sus últimos votos, acompañando al padre jesuita Vicente Modolell, natural de Cataluña quien era el provincial de la orden en Chile y que había ido a Lima para traer un refuerzo de misioneros, y fue destinado a la residencia que los jesuitas tenían en la plaza de Arauco, que se encontraba en ese entonces en la frontera española frente a los mapuches.
Sirvió como capellán de ejército durante el gobierno de Francisco Laso de la Vega y desempeñó arriesgadas misiones en territorio enemigo, obteniendo de paso conocimiento de la lengua y de las costumbres de los mapuches. 
Durante todo el gobierno de Lazo de la Vega, entre 1629 y 1639, el padre Rosales llevó una vida espiritual y pacífica. Fue ministro de conversiones y aprendió la lengua mapuche. Recorre muchos puntos vecinos a Arauco como Lavapié y Paicaví. También visita Villarrica, Toltén, Imperial, Isla de Santa María y Valdivia. Estuvo un mes completo predicando en el valle y río de Toltén Alto, en la misión de Boroa y Toltén Bajo entre los indígenas, donde hace mención a la iglesia levantada por el padre Francisco Vargas en el valle de Marquina.
En el año 1640 el padre Rosales hizo su profesión definitiva en el Colegio Máximo de la Orden en la ciudad de Santiago en manos del padre Juan Bautista Terrafino, donde es incorporado como ministro de la Compañía de Jesús. Posteriormente, vuelve a su vida como misionero y soldado en la frontera.
Por esos años Rosales sirve como misionero en Yumbel, donde edifica la iglesia de la Buena Esperanza.
Fue cercano a los gobernadores marqués de Baides y Martín de Mújica y Buitrón, acompañándolos en sus campeadas a territorio araucano y participando en los parlamentos celebrados en Quilín en 1641 y en 1647 en el marco de la Guerra de Arauco.
Tras algunos años, vuelve a la misión de Arauco en marzo de 1647, donde reedifica la iglesia que se había incendiado con mayor suntuosidad que la de Penco. También construye un molino en el estero las Cruces, en el actual Laraquete, donde describe la piedra cruz.
Se presume que estando en el fuerte de Arauco fue testigo del terremoto de 1647.
Antes de morir el gobernador Mujica ordena a Juan Fernández Rebolledo la reconstrucción de La Imperial en Boroa, siete leguas hacia el sudeste del punto original. Mujica le pide al viceprovincial de la orden, padre Luis Pacheco, la elección de dos misioneros que hablaran el mapudungun para apoyar este trabajo, para lo cual fueron elegidos el padre Francisco Astorga de la misión de Buena Esperanza y el Padre Rosales.
En 1650 Diego de Rosales se encontraba en la misión y casa de conversión de Boroa junto a Juan Fernández de Mujica cuando asume el gobierno Antonio de Acuña, quien en su política de saquear haciendas y robar indígenas para enviarlos como esclavos a las minas del Perú. Rosales se hace cargo de comenzar una campaña diplomática y apaciguar a las tribus pehuenches y puelches con promesas. En esta misión llega hasta las lagunas de Epulafquen, actualmente en Neuquén.
Entre 1651 y 1652 regresa a Boroa con muestras geológicas y paleontológicas de conchas y petrificaciones encontradas en la cordillera. A su regreso Rosales da cuenca que el capitán Juan de Roa, a cargo del fuerte de Boroa se había convertido en el principal traficante de esclavos y tenía a Boroa como el principal mercado. Tras estos hechos el gobierno vuelve a recurrir a Rosales para apaciguar a los pehuenches.
Tras estos hechos Rosales recorre las cordilleras hasta el lago Nahuel Huapi. A su regreso, el padre Rosales hace una descripción detallada de las minas de sal de Chadigue, explotadas por los pehuenches.
En el verano de 1653-1654 regresa a los llanos y encuentra al ejército español a cargo de Juan Salazar, cuñado del gobernador quien se dirigía a Carelmapu y Valdivia para castigar a los indios por haber asesinado a unos náufragos. Salazar encuentra la derrota del ejército junto al Río Bueno el 14 de enero de 1654. Tras estos hechos se inicia una rebelión general de los indígenas.
En enero de 1655 los españoles se ven obligados a abandonar el fuerte de Boroa junto al capitán y castellano Francisco Núñez de Pineda y Bascuñán, autor del Cautiverio Feliz. Solo quedaron en el fuerte 47 soldados y un captan de nombre Miguel de Aguiar. A las orillas del río Toltén Juan de Salazar obtiene la sublevación de los indios amigos que le acompañaban. Hambriento y derrotado se desplaza hasta la ciudad de Valdivia antes de embarcarse hacia Penco, no sin antes matar a siete mil animales entre reses y caballos que deja abandonados en la playa.
Por su parte el sargento mayor José de Salazar, hermano de Juan de Salazar, a cargo del Fuerte de Nacimiento hizo construir balsas que quedaron mal construidas y las echó al río Biobío rumbo al Fuerte de San Rosendo en una estación del año donde el río trae poca agua. Muchas balsas encallaron y las familias cayeron en manos de los indígenas. Los últimos sobrevivientes mueren a manos de los indígenas en el paso Tanaguillín ente Hualqui y Santa Juana tras encallar en un banco de arena.
Por su parte el gobernador Mujica huye del Fuerte de Yumbel rumbo al fuerte de Penco y en el camino las familias se ven obligadas a dejar sus hijos, en los campos, las provisiones y armas. El gobernador es depuesto por sus propias tropas una vez que llegan al fuerte.
Con el levantamiento incluso el Fuerte de Arauco a cargo del soldado José Bolea, natural de Navarra, debió ser abandonado por el mar hasta el fuerte de Penco.
El 13 de febrero de 1655 en el Fuerte de Boroa, el padre Rosales y el padre Astorga logran que se evitara la masacre de 50 indios de servicios entre ellos mujeres y niños, los cuales fueron soltados en los campos, quedando solo 20 yanaconas de Santiago y Penco al interior del fuerte.   El fuerte de Boroa recibió el asedio durante meses, solo en enero de 1656 parte la ayuda desde Penco. La ayuda llega al fuerte el 18 de enero y tres días después parten todos a Penco.
Una vez en Penco el padre Rosales es nombrado rector del colegio e iglesia de Penco y el padre Astorga es enviado a defender la estancia jesuita de la Magdalena a orillas del río Itata. El 7 de noviembre de 1665 muerte el padre Astorga a los 56 años de edad.
El 15 de marzo de 1657 el padre Rosales fue testigo de un nuevo terremoto que destruye la ciudad.
Después de cinco años de trabajo en el Colegio de Concepción se traslada el año 1662 a la ciudad de Santiago donde asume la prelatura superior de la viceprovincia de Chile. Fue reelecto distante dos periodos. Visitó Cuyo, las islas Juan Fernández que fue cedida a los jesuitas y visitó Chiloé. También visitó Mendoza, San Juan y el Valle de Uco.

## Su obra
Se piensa que esta obra comenzó a ser escrita después del asedio del Fuerte de Boroa y levantamiento general del año 1655 y fue terminada aproximadamente en 1674.
Fue el autor de la Historia General del Reyno de Chile. Su libro tiene como primera parte la descripción física de Chile, su suelo, sus ríos, sus islas y sus producciones vegetales y minerales (en ella se hace referencia, por primera vez, a las minas de Paramillos de Uspallata), dando también conocimiento de la vida y costumbres de los mapuches, que había conocido personalmente. La segunda parte comprende la historia de Chile, desde el descubrimiento de Diego de Almagro y termina con los sucesos inmediatos a la gran rebelión indígena de 1655.
Además de este libro, Rosales compuso, en su libro Conquista Espiritual de Chile, una crónica de la Compañía de Jesús en Chile, con la historia y descripción de las misiones que establecieron los jesuitas, y la vida de los más célebres religiosos que trabajaron en ellas.
El manuscrito de la Historia General fue enviado a España para su impresión, pero ésta nunca se realizó, quedando desaparecido el texto completo por muchos años. Sin embargo en el siglo XIX Vicente Salvá, literato y librero español establecido en Londres, poseía una copia completa del original, por lo que Benjamín Vicuña Mackenna viajó a esa ciudad para adquirirlo en 1870, publicándolo el año 1877. De la Conquista Espiritual, en cambio, solo se han podido conservar algunas partes, sin encontrarse aún el texto completo.

## Hechos históricos en los que participó

### Batalla de Piculhue
El 21 de enero de 1630, estando en Arauco, Rosales fue testigo de la presencia del cacique Butapichon quien se presentó a dos leguas del fuerte en el llano de Piculhue para asediar el fuerte de Arauco. Siendo el general a cargo de las fuerzas en la frontera el Maestre de Campo don Alonso de Córdova. El día 22 o 23 de febrero de ese año el capitán Juan de Morales comete la osadía de salir con una compañía de caballería y traspasar la angostura de Mendoza, quien se internó imprudentemente en el llano de Piculhue.Tras ello, Córdova sale del fuerte para prestar auxilio al capitán Morales. En esta tropa iba Rosales como voluntario.
En la batalla el maestre Cordova pierde su caballo y sale malherido, tienen muchas bajas, entre los que se encontraba el agrimensor del reino Ginés de Lillo. 
Rosales casi pierde la vida al ser alcanzado por un indio que sujetó su caballo por las riendas con el fin de matarle y fue salvado por un indio mestizo que Rosales había salvado de la horca en el fuerte de Arauco.

### Batalla de La Albarrada
El 13 de enero de 1631, Rosales nuevamente presencia una los efectos de una batalla cerca del fuerte de Arauco que el llama de “Petaco” en su historia. Ese día se encontraba a la cabeza de la misión de Arauco y junto a otros siete clérigos confesó y preparó al ejército español antes de la batalla.
Desde este momento comienza la vida política, eclesiástica y militar de Diago de Rosales.

### Erupción del Llaima
En febrero de 1640, el padre Rosales tiene la oportunidad de ver uy describir la erupción del Volcán Llaima, al cual llama “Aliante”. Según el historiador Carvallo, los peces del lago habrían muerto cocidos.

### Parlamento de Quilín (1641)
Rosales acompaña al gobernador Francisco López de Zúñiga, marqués de Baides al parlamento que se hizo en los llanos de Quilín cerca de Lumaco. En este parlamento el padre Rosales se acompaña de su amigo el padre Juan de Moscoso, quien siendo natural del país había nacido en concepción y hablada fluidamente el mapudungún. El gobernador había confiado en Rosales años antes la pacificación de los pehuenches, huilliches y los mismos mapuches.
Pacificación de los Pehuenches.
Tras el parlamento de Quilín Rosales se adentra en la Cordillera de los andes donde recoge información geográfica, botánica y geológica.
Misión a la Mocha
En los últimos años de su vida, en 1674 el padre Rosales fue encomendado por el gobernador Juan Henríquez a visitar la isla para convertir a los indígenas, lo cual no pudo llevarse a efecto por falta de barco.